# Salt End
Salt End – osada w Anglii, w hrabstwie East Riding of Yorkshire. Leży 7 km na wschód od miasta Hull i 249 km na północ od Londynu.